# Thoms Place
Thoms Place és una antiga concentració de població designada pel cens dels Estats Units a l'estat d'Alaska. Segons el cens del 2000 tenia 22 habitants.
Al 2008 es va annexar al nou borough de Wrangell

## Demografia
Segons el cens del 2000, Thoms Place tenia 22 habitants, 13 habitatges, i 7 famílies La densitat de població era de 0,8 habitants/km².
Per edats la població es repartia de la següent manera: un 0% tenia menys de 18 anys, un 0% entre 18 i 24, un 9,1% entre 25 i 44, un 77,3% de 45 a 60 i un 13,6% 65 anys o més.
L'edat mediana era de 54 anys. Per cada 100 dones de 18 o més anys hi havia 175 homes.
La renda mediana per habitatge era de 28.750 $ i la renda mediana per família de 28.750 $. Els homes tenien una renda mediana de 0 $ mentre que les dones 0 $. La renda per capita de la població era de 16.086 $. Aproximadament el 33,3% de les famílies i el 31% de la població estaven per davall del llindar de pobresa.

## Poblacions més properes
El següent diagrama mostra les poblacions més properes.